# Emeraldella
Genre
Emeraldella est un genre éteint d'arthropodes, des schistes de Burgess datés du Cambrien moyen, il y a environ 505 Ma (millions d'années). 

## Description
Son bouclier céphalique portait une paire de très longues antennes se recourbant vers le haut et l’arrière, suivie de 5 paires d’appendices, la première étant courte et uniramée, les quatre dernières étant uniramées. Les 11 premiers segments du tronc étaient larges, bien que rétrécissant progressivement vers l’arrière, et chacun portait une paire d’appendices biramés. Les deux derniers segments étaient cylindriques avec un long prolongement épineux qui s’étendait vers l’arrière.

## Référence
- (en) Walcott, 1912 : « Cambrian geology and paleontology II, n. 6, Middle Cambrian Branchiopoda, Malacostraca, Trilobita, and Merostomata », Smithsonian Miscellaneous Collections, vol. 57, n. 2051, p. 145-228.